# Dmitry Dmitryevich Minaev
Dmitry Dmitryevich Minaev (tiếng Nga: Дми́трий Дми́триевич Мина́ев, 21 tháng 10 năm 1835 – 10 tháng 7 năm 1889) – nhà thơ, nhà báo, nhà phê bình, dịch giả Nga.

## Tiểu sử

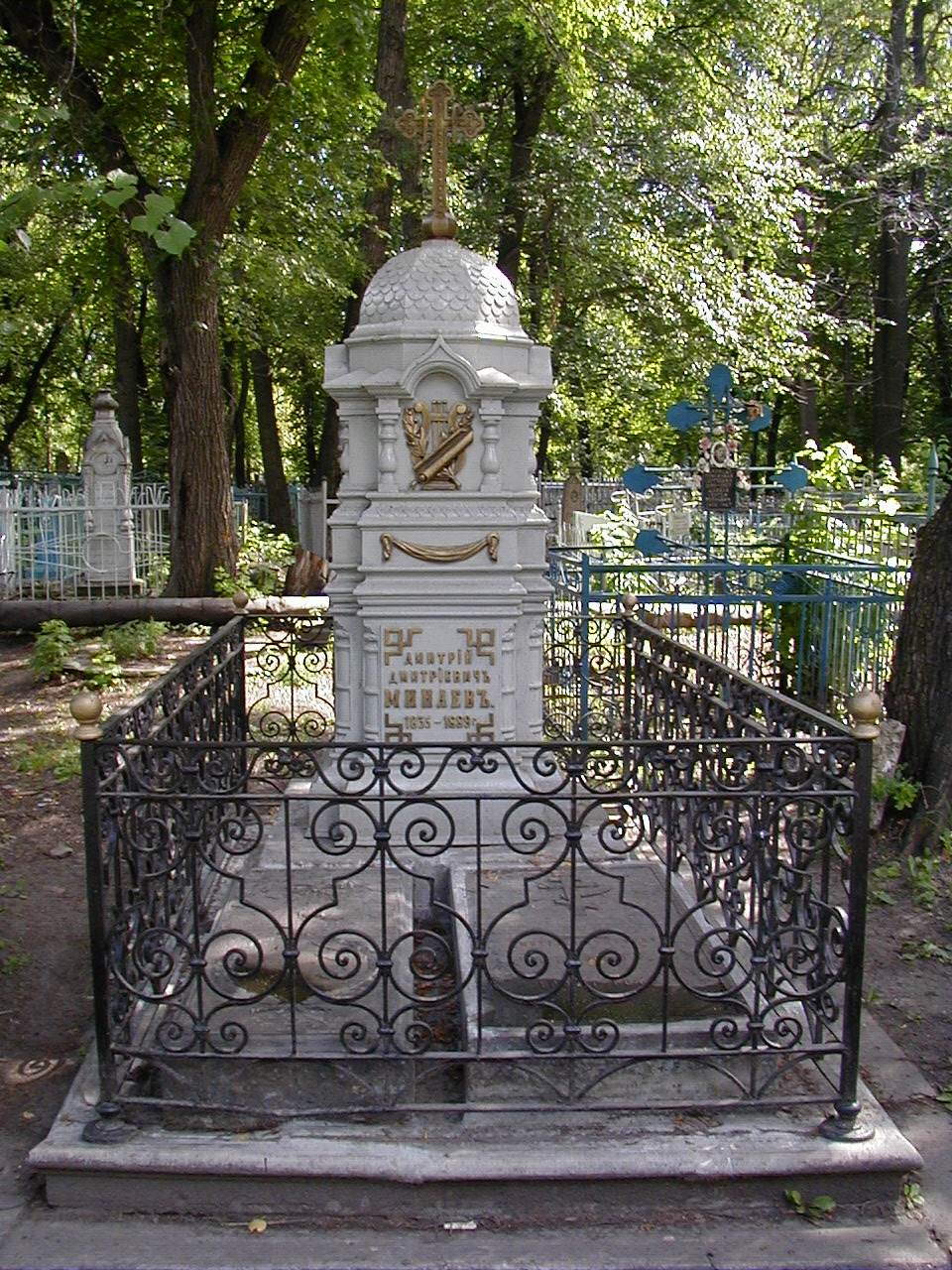
Mộ D. D. Minaev

Dmitry Minaev sinh ở Simbirsk. Bố là một nhà thơ và là người chuyển ngữ Cuộc hành binh của Binh đoàn Igor ra tiếng Nga hiện đại, mẹ là một phụ nữ quý tộc học cao và biết nhiều ngoại ngữ. Năm 1847 gia đình chuyển lên Saint Petersburg. Minaev vào học ở trường sĩ quan, làm quen với nhà thơ, dịch giả I. Vvedensky và nhà thơ tương lai Vasily Kurochkin, là người cùng học ở trường này.
Năm 1852 tốt nghiệp trường sĩ quan, Minaev trở về Simbirsk làm việc ở cơ quan địa phương của Bộ Nội vụ. Năm 1857 nghỉ việc và chỉ tập trung cho hoạt động văn học. Vasily Kurochkin mời Minaev cộng tác với tạp chí Искра và trở thành một nhà thơ trào phúng có tên tuổi. Năm 1859 in tập thơ Перепевы.
Thập niên 1860 ông cộng tác với các tờ tạp chí Современнике, Русском слове, in nhiều bản dịch thơ Anh, Pháp và biên tập tờ Гудка.
Minaev gần gũi với trường phái thơ Nekrasov, thể hiện tình cảm của mình đối với làng quê nghèo khổ, phê phán những quan điểm bảo thủ và kiểm duyệt. Sau vụ xử bắn Karakozov (người âm mưu ám sát Nga hoàng Aleksandr II) tháng 4 năm 1866, Minaev bị bắt vì đã cộng tác với các tạp chí Современнике, Русском слове và bị giam ở pháo đài Petropavlov gần 4 tháng.
Các thập niên 1860 và 1870 là thời kỳ sáng tạo sung mãn nhất của Minaev. Ông thường xuyên thay đổi các bút danh khác nhau (tất cả có 29 bút danh), nhiều bút danh rất nổi tiếng trong một thời gian dài. Ngoài sáng tác ông còn dịch nhiều tác giả lớn, trong số này có Lord Byron, Percy Bysshe Shelley, Moliere, Victor Hugo, Heinrich Heine, Dante Alighieri, tuy nhiên các bản dịch của Minaev thường được đánh giá là không sát với nguyên bản.
Cuối năm 1887 Minaev trở về Simbirsk sống cho đến ngày cuối đời. Ông mất ở đây ngày 10 tháng 7 năm 1889. 

## Tác phẩm
- Перепевы (Санкт-Петербург, 1859)
- Думы и песни, 2 части (Санкт-Петербург, 1863 - 1864)
- Здравия желаю (Санкт-Петербург, 1867)
- В сумерках (Санкт-Петербург, 1868)
- Песни и поэмы (Санкт-Петербург, 1870)
- Чем хата богата (Санкт-Петербург, 1880)
- Всем сестрам по серьгам (Санкт-Петербург, 1881)
- Не в бровь, а в глаз (Санкт-Петербург, 1882; 2-е изд., 1898)

## Một số bài thơ

Broken Heart

| Tôi khóc chỉ một mình Tôi biết em từ ngày em còn nhỏ Có một lần, khi đó em lên mười Chỉ vô tình búp bê em làm vỡ Mà suốt đêm em khóc mãi không thôi. Rồi tuổi thơ trôi vèo như mây trắng Em của tôi thay đổi với ngày xanh! Em làm vỡ tim tôi ra từng mảng Nhưng giờ đây tôi khóc chỉ một mình! Em đang ngồi đối diện Anh cháy lên vì tình Anh mất trí thường xuyên Nếu em ngồi đối diện. Em cứ ngồi đối diện Hoặc gọi lại về mình Ta sẽ ngồi lặng im Suốt đêm ngồi đối diện. Bầu trời sao dịu êm Muốn gì, em có biết? Sữa chua và nấm ngọt Trong đêm sao dịu êm. Em ạ, anh yêu em Biết lấy gì giúp đỡ? Ta cùng chơi bài nhé Trong đêm sao dịu êm. Em ạ, anh thông minh Ban ngày – anh suy nghĩ Có một điều nhảm nhí Trong đêm sao dịu êm. Cuộc đời ta Cuộc đời ta giống như một thao trường Nắng hay mưa đều phơi ra ngoài gió Trên thao trường tập luyện đều bước chân Giống như khi người thanh tra đến ngó. Như tân binh, học cam chịu, an lòng Nhưng đã chạy đừng lăng xăng bận rộn Nếu được khen, thì: "sẽ có gắng thêm!" Không được khen – thì giữ bề im lặng. Khi người ta ra lệnh – hãy gắng làm Biết chịu đựng – là phương sách tối thượng Trong thời gian còn lại nên can đảm Biết cách kiễng chân và cách nhón chân!... Bản dịch của Nguyễn Viết Thắng | Я знал ее милым ребенком когда-то Я знал ее милым ребенком когда-то, Однажды, тогда ей десятый был год, Она свою куклу случайно разбила И плакала целую ночь напролет. Промчалось, как ясное облако, детство, И как изменилась подруга моя! Она мое сердце разбила на части, Но плакал об этом один только я! Ты предо мною сидишь Ты предо мною сидишь; Весь я горю от любви: Ум я теряю всегда, Если сидим vis-a-vis. Сядь же напротив меня Или к себе подзови: Будем мы молча сидеть Целую ночь vis-a-vis. Тихая звездная ночь Тихая звездная ночь. Друг мой, чего я хочу? Сладки в сметане грибы В тихую звездную ночь. Друг мой, тебя я люблю, Чем же мне горю помочь? Будем играть в "дурачки" В тихую звездную ночь. Друг мой! Умен я всегда, Днем я - от смысла не прочь. Лезет в меня ерунда В теплую звездную ночь. Жизнь наша вроде плац-парада Жизнь наша вроде плац-парада; И в зной, и в холод на ветру Маршировать тем плацем надо, Как на инспекторском смотру. Как рекрут, выучись смиряться, Но забегать не хлопочи: Похвалят - крикни: "рад стараться!" А не похвалят - промолчи. Тебе прикажут - делай дело! Терпи - вот лучший твой паек, А в остальное время смело Носок вытягивай, носок!.. |